# Pancreas artificiale
Il pancreas artificiale è un dispositivo in costante evoluzione che fornisce aiuto nei pazienti diabetici, atto a sostituire la funzione endocrina del pancreas compromessa. Più in generale coinvolge anche gli studi genetici che cercano di risolvere il problema di base.
Di recente introduzione nel campo medico anche nei primi anni del XXI secolo non si è individuato un sistema impiantabile a lungo termine.

## Pompe impiantabili
Una particolare tipologia di pompe impiantabili sono quelle che rilasciano insulina nella cavità peritoneale, raggiungendo la vena porta, e da qui far arrestare prontamente la produzione epatica di glucosio emulando in tal modo la funzionalità delle cellule beta nel controllo della glicemia. 
Sulle pompe impiantabili gli studi si sono sviluppati alla fine del XX secolo. In Europa il primo modello fu disponibile nel febbraio del 2000.
La riserva di insulina è sufficiente per 3 mesi, e può essere ricaricata.

### Complicanze
Fra le possibili complicanze: 
- Accumulo di fluidi e rash cutanei possono riguardare la tasca sottocutanea di impianto, in tali casi è necessario rimuovere la pompa. La causa è da imputarsi ad infiltrazioni batteriche, vengono evitate se si utilizzano delle coperture antibiotiche.[3].

- Blocco della pompa dovuto ai grumi di insulina che si possono formare nei meccanismi interni e nel catetere. Studi evidenziano in tali casi la formazione di anticorpi anti-insulina i quali, formando un legame reversibile con l'insulina, ne rallentano e prolungano l'azione nel tempo, con effetti sia iper che ipoglicemici[4].

Per ovviare a tale problematica il catetere può essere risciacquato con una soluzione di NaOH, e nei casi più ostici viene sostituito il catetere tramite laparoscopia o viene completamente eliminato.

## Sistemi a ciclo chiuso
Il Biostator fu il primo pancreas artificiale, creato nella seconda metà del XX secolo,la trasmissione di insulina, infusa attraverso un catetere intravenoso, era regolata da un algoritmo i cui dati in ingresso erano forniti da un sistema di monitoraggio continuo della glicemia. Inizialmente molto ingombrante e anche se le sue dimensioni sono state ridotte nel tempo viene utilizzato nel XXI secolo solo nel reparto di terapia intensiva.
Nel tempo la sperimentazione medica si è spostata su due alternative:
- Infusione sottocutanea di una combinazione di insulina-glicemia, usando dispositivi esterni, ma senza vantaggi chiari;
- Infusione di insulina per via intraperitoneale mista ad intervento in intravenosa della glicemia, usando dispositivi impiantabili, con buoni risultati per il controllo glicemico, ma con evidenti limiti e svantaggi come un calo della sensitività nel tempo.